# Мохаммад Якуб
Мохаммад Якуб Моджахед або мулла Якуб (пушту і дарі ملا محمد; нар. 1990) — афганський політик, релігійний і військовий діяч, старший син Мухаммеда Омара . Нині — в. о. міністра оборони Афганістану.

## Життєпис
За походженням — пуштун з клану ХотакиHotak об'єднання Гільзаї. Народився в 1990 році, здобув релігійну освіту в різних ісламських духовних школах міста Карачі в Пакистані.
Коли його батько Мухаммед Омар помер у квітні 2013 року, і з'явилися чутки про те, що його було вбито своїм суперником Ахтаром Мансуром, Якуб спростував ці чутки, наполягаючи на тому, що його батько помер природною смертю. Утім, Якуб, як повідомляється, відмовився підтримати призначення Мансура лідером «Талібану». Він не хотів, щоб той обіймав керівну посаду.
У 2016 році Якуб був призначений керівником військової комісії в 15 із 34 провінцій Афганістану . Військова комісія, очолювана Ібрагімом Садром, відповідала за нагляд у військових справах талібів. Крім того, він був включений до вищої керівної ради «Талібану». 21 травня 2016 року було оголошено про смерть Мансура, на посаді лідера «Талібану» його змінив Хайбатулла Ахундзада . Пізніше Якуб був призначений другим заступником глави «Талібану».
29 травня 2020 року впливовий високопоставлений командир талібів Мухаммад Алі Джан Ахмед повідомив Foreign Policy, що Якуб став виконуючим обов'язки лідера всього «Талібану» після того, як Ахундзада заразився COVID-19, заявивши:
|  | Наш герой, син нашого великого лідера, мулла Якуб керує всіма операціями «Талібану» без Хайбатули. |

1 вересня 2021 року «Талібан» оголосив про формування свого уряду Афганістану і затвердив Мохаммада Якуба міністром оборони.

## Політичні погляди та заяви
Мохаммед Якуб вважався до завершення війни в Афганістані «помірним» та підтримував врегулювання конфлікту шляхом переговорів. Він був затятим прихильником колишнього лідера «Талібану» і, за деякими даними, мав зв'язки в Саудівській Аравії.
24 вересня мулла Мохаммад Якуб звернувся до бойовиків руху «Талібан», у якому закликав виявляти їхню стриманість щодо позасудових розправ.
|  | Ми наказуємо не допускати їх до своїх рядів, інакше проти вас буде вжито суворих заходів. Нам не потрібні такі люди в наших лавах. |

|  | Як ви всі знаєте, відповідно до оголошеної в Афганістані загальної амністії жоден моджахед не має права комусь мститися. |

Однак Мохаммад Якуб визнав в аудіозаписі, отриманому журналістами, що бойовики робили так звані «вбивства помсти» — незважаючи на амністію «Талібану» стосовно своїх супротивників після повернення до влади в Афганістані.
27 вересня Мохаммад Якуб, після повідомлень низки міжнародних ЗМІ, які звертали увагу на те, що бійці «Талібану» ведуть більш наближений до західного способу життя, закликав талібів «виконувати покладені на них завдання», бо інакше вони «руйнують статус, який був створений кров'ю наших мучеників».
|                               | Так [як ведете себе ви] поводяться полководці та бандюки маріонеткового режиму [влада Афганістану, яку скинув «Талібан»]. |
| — цитата з Волл-стріт джорнел | |

Напередодні 25 жовтня Якуб заявив, що таліби не допустять використання території Афганістану для атаки на інші держави та готові до співпраці з усіма сусідніми країнами.